# День Іллі
День Іллі (Іллі — пророка, День пророка Іллі) — церковний день пам'яті пророка Іллі та традиційне народне свято у східних та південних слов'ян, греків, грузинів та деяких інших народів. Відзначається західними і східними християнами — 20 липня, зокрема Православною церквою України, а деякими східними християнами — 20 липня (2 серпня). Свято поєднує дохристиянське вшанування бога Перуна та старозавітного пророка Іллі.
Ілля вшановується за його невідступність від своєї віри, завдяки якій до Бога було повернено цілий ізраїльський народ, що став раніше поклонятися язичницьким божествам; а також за помазання на пророкування Єлисея. У слов'ян пророк Ілля належить до найшанованіших святих, поряд із Миколаєм Чудотворцем.

## Символізм свята

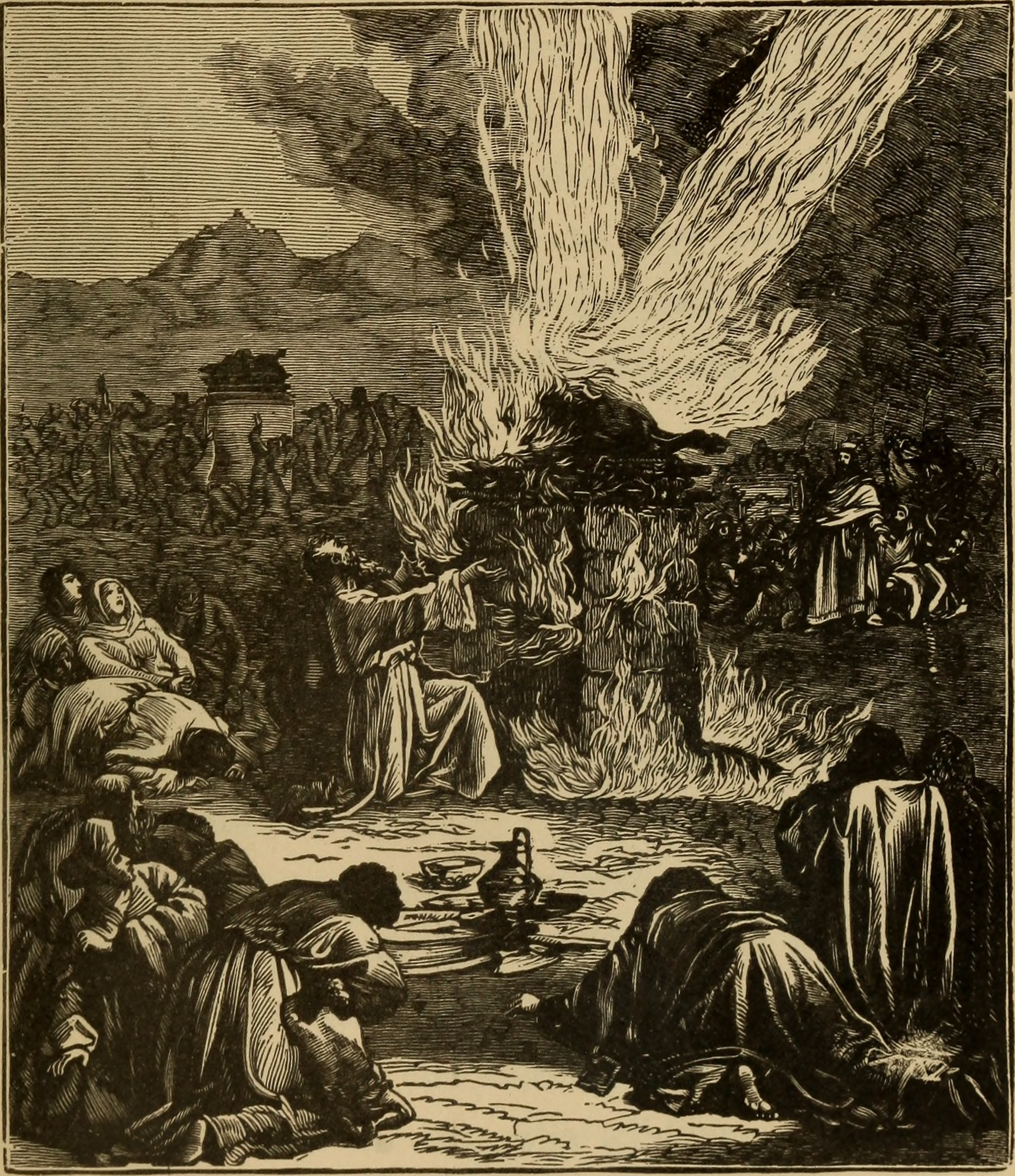
Сходження вогню за молитвою Іллі, гравюра 1894 р.

### Біблійний символізм
За Книгою Царів, пророк Ілля дорікав цареві Ахаву, що той запровадив поклоніння Ваалу. Народ Ізраїлю підтримав царя, поклоняючись і своєму Богу і Ваалу одночасно. За це віровідступництво Бог покарав Ізраїль тривалою посухою.
Аби довести Ахаву, що Ваал — хибний бог, Ілля домовився з царем прийти на гору Кармел. Ілля прибув туди єдиний з Божих пророків, тоді як язичників прибуло 450 Ваалових і понад 400 Астартових. За угодою, правда мала бути на боці тих вірян, чий жертовник їхнє божество запалить саме. Щоб переконати язичників, що Ваал безсилий, Ілля не розпалював вогню, а на додаток ще й полив жертовник водою. Язичники в свою чергу стали молитися Ваалу аби той запалив жертовник, проте марно. Бог зіслав на жертовник Іллі вогонь такої сили, що він знищив і жертву, і жертовник, і висушив воду навколо.
Побачивши це диво, люди знову визнали Бога, а Ваалових пророків було страчено. Після цього на небі з'явилися хмари та пішов довгоочікуваний дощ.
Коли син Ахава, Охозія, під час хвороби став звертатися за передбаченнями до язичницького бога Вельзевула, Ілля пророкував, що за це Охозія буде покараний смертю. Охозія тричі посилав за Іллею воїнів, але ті гинули від вогню, що сходив із неба. Після третього разу Ілля особисто попередив його про скору смерть, що невдовзі і сталося. Пророк крім того застерігав інших родичів Ахава, що вони помруть через свій нечестивий спосіб життя, але ті не послухалися.
За свою ревність перед Богом Ілля був взятий на Небо живим. Згідно з біблійним переказом, його забрала вогненна колісниця. Пророк Єлисей, учень Іллі, був свідком підняття Іллі на небо та, згідно зі своїм бажанням, отримав від нього удвоє більший пророчий дар, ніж у вчителя.
Пророк Ілля також вшановується за утвердження ідеї, що діти не повинні відповідати за гріхи батьків. Це відображено в оповіді про те, як Бог воскресив на прохання Іллі померлого сина вдови.

### Язичницький символізм
Оповідь про Іллю, що викликав молитвою небесний вогонь і дощ, наклалася на слов'янське вшанування Перуна — бога громів і блискавок, подателя дощу. В народних віруваннях Ілля, продовжуючи вірування про Перуна, править грозовими хмарами, забезпечує родючість полів, а блискавками проганяє демонів і богохульників. Ці вірування відображають уявлення про те, що Перун визволив хмари, викрадені змієм (можливо, Велесом у подобі змія), який ховався в різних предметах, тваринах, людях і врешті у воді. Подвійна природа Перуна (керування і вогнем і дощем) відбилася в розділенні Сухого та Мокрого Іллі.
Оповідь про вознесення Іллі на Небо в вогняній колісниці здобула паралель з уявленнями, що Перун їздить по небу також на колісниці.

## Історія святкування
Культ Іллі найраніше зафіксований в V ст. Патріарх Єрусалимський Ілля в 465 році заснував два монастиря на честь пророка Іллі. В Зораві (тепер Ізра) в Сирії в 542 році було зведено церкву Іллі. Через юдейські легенди постав образ пророка Іллі як крилатої людини, що приходить на допомогу тим, хто його кличе. В Римській імперії культ бога Геліоса перейшов у культ Іллі. Найраніше в Європі культ Іллі відомий в місті Автиссіодур (тепер Осер, Франція) в VI ст. та на півдні Італії, що перебувала під владою Візантії.
Культ пророка Іллі існував у Київській Русі ще за довго до її офіційного хрещення. Так, у договорі князя Ігоря Рюриковича 945 р. з Візантією йдеться про русів, котрі клялися Перуном і про християн, які складали присягу у соборній церкві святого Іллі.
У деяких общинах Греції в IX ст. свято Іллі відбувалося 7 серпня. Тоді ж його святкувала православна община Хорезма в XI ст., наступного дня після Преображення Господнього. В Синайських канонаріях вказується на відмічання цього дня упродовж IX—XI ст. у вівторок другого тижня після Пасхи. У дохалкідонських східних церквах Іллю вшановували як 20 липня, так і в інші дні. У менологіях згадується 20 лютого, хоча й рідко, а частіше 3 (4) квітня (у сиро-яковітських менологіях IX—XVII ст.) чи на 6-й день місяця тобе (1 січня) — в коптсько-арабських менологіях XIII—XIV ст. У Сирийській яковитській церкві та в маронітів пізніше встановилася дата 20 липня. Вірменська апостольська церква святкує пам'ять Іллі в першу неділю після П'ятдесятниці. Асирійська церква Сходу вшановує Іллю в першу п'ятницю Входу та в 1 з 9 седмин.

## Слов'янські звичаї
День Іллі традиційно вважається межовим: в південних слов'ян це середина літа, в східних — поворот до зими. У день Іллі дозволялося споживати плоди врожаю. Заборонялося купатись аби не втонути чи не захворіти. Заборонялася усяка домашня та сільськогосподарська робота, щоб не накликати гнів Іллі. Тих, хто все ж працює цього дня, належало карати: розпрягти коней, а збрую обміняти в шинку на спільне розпиття. За поширеним віруванням, цього дня Ілля вражає блискавками нечисту силу. За українським повір'ям, цього дня не можна випускати на випас худобу, бо всюди повзає гаддя, на яке перетворюються чорти. З цієї причини різних змій на свято Іллі убивали палицями. Не можна було їсти зловлену рибу, бо це могла бути нечисть. Також заборонялося голосно кричати, щоб чорти не вселилися в людину через рот. Південні слов'яни вірили, що Ілля бореться зі зміями халами.
Ілля перейняв у народних віруваннях деякі функції святого Георгія, такі як покровительство мисливству. На його свято відбувалася спільна трапеза жителів кількох сіл («братчина» або «мольба»), на яку заколювали бика чи барана, куплених на спільні гроші чи вирощених спільно. Кров'ю тварини потім мазали очі, лоб, а дітям щоки, щоб передати людині здоров'я й міць тварини. В Україні та Росії відомий звичай готувати на свято пророка хліб з нового збіжжя, «новую новину». В Олонецькій губернії Росії на день Іллі зарізали та смажили бика. Вважалося, що той, хто вхопить шматок м'яса з кісткою, матиме удачу в мисливстві та рибальстві. Водночас Ілля виступав і покровителем врожаю, зокрема сприяв зростанню жита.
Свято Іллі слугувало символічною межею, коли літо починає переходити в осінь, а буяння змінюється спокоєм. Після свята Іллі перестають купатися.

## Народні традиції

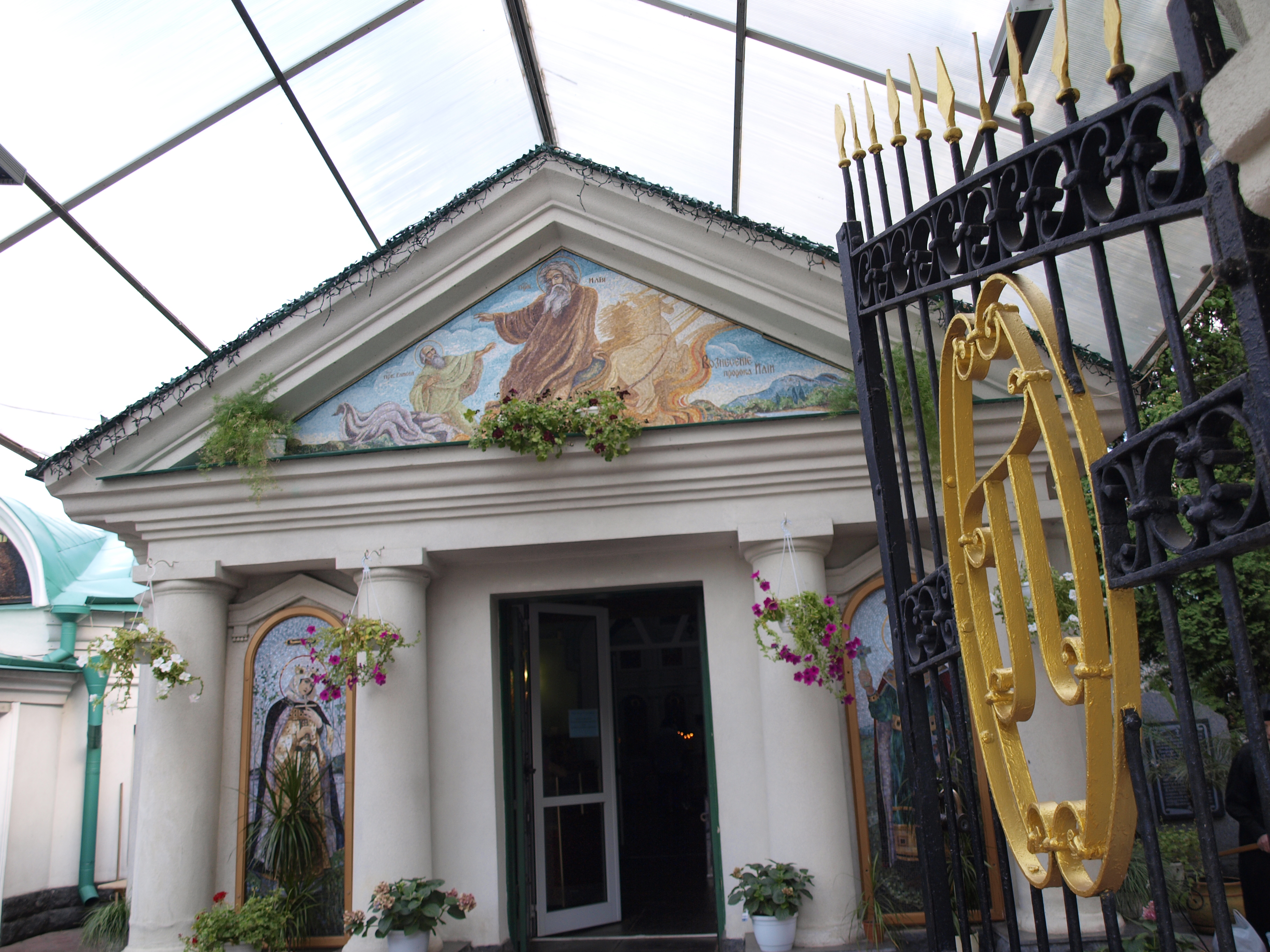
Свято-Іллінська церква на Подолі (Київ)

Народна традиція день пророка Іллі вважає початком нового врожаю.

## Приказки та прикмети
- На Іллі новий хліб на столі.
- До Іллі дощ ходить зі своїм вітром: за вітром і проти вітру, а після Іллі тільки за вітром.
- До Іллі хмари ходять за вітром, а після Іллі — проти вітру[25].